# Ebraismo ortodosso

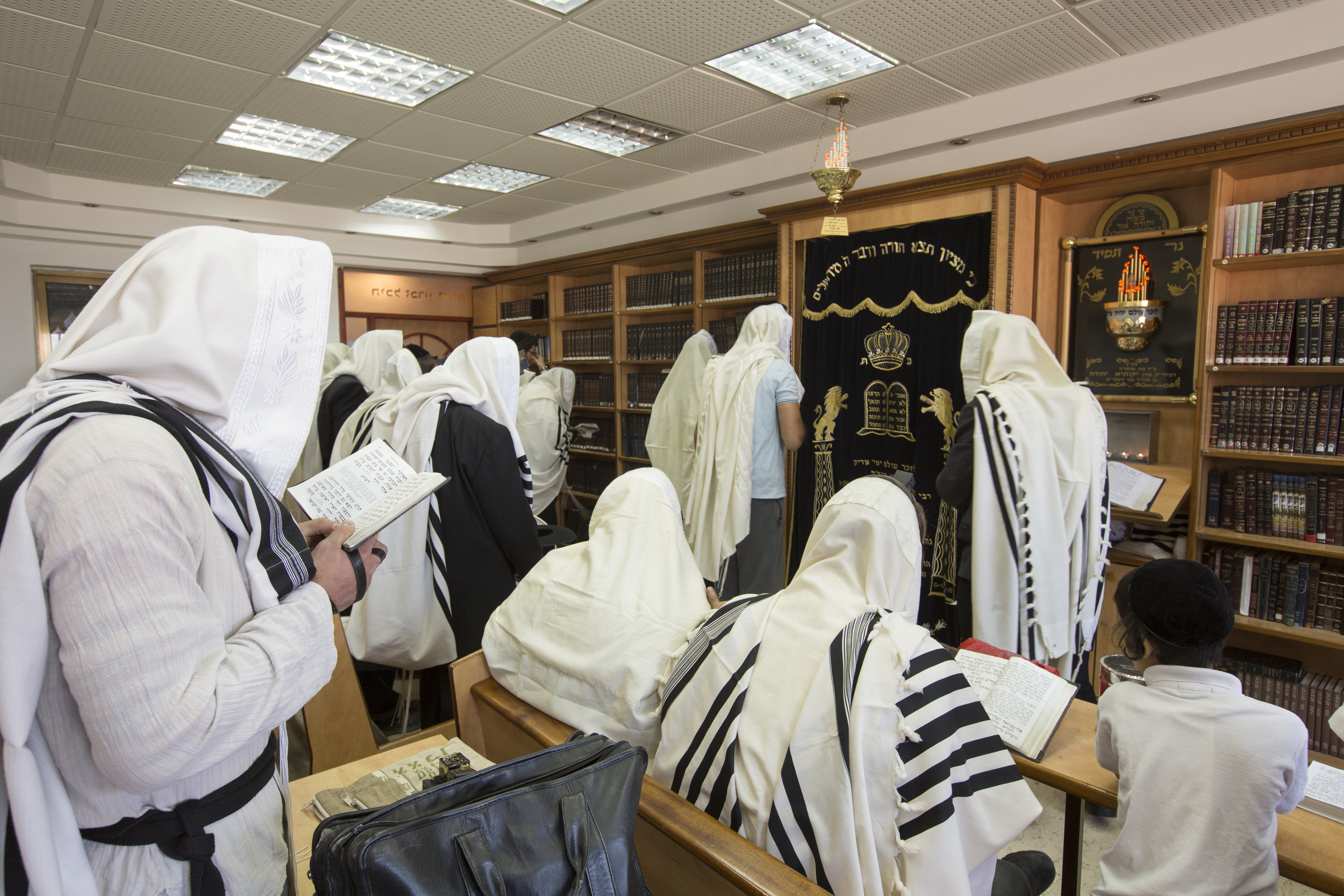
Ebrei ortodossi oscillano avanti e indietro durante la preghiera del mattino.
Sinagoga ashkenazita di Safed, Israele.

Ebraismo ortodosso è la denominazione più antica e maggioritaria dell'ebraismo rabbinico. Gli ebrei ortodossi sono quelli che seguono più strettamente e si attengono con maggior fedeltà alle leggi della Torah scritta e di quella orale, ricevute, secondo la tradizione ebraica, da Mosè direttamente da Dio sul monte Sinai nell'anno 2448 del calendario ebraico.
Il termine è stato coniato in seguito alle nuove forme di ebraismo venutesi a creare dall'inizio del XIX secolo. Oggigiorno il termine ortodosso si riferisce alla legge, alla tradizione e alla religione ebraica rimaste immutate nei secoli. È un approccio al Giudaismo che aderisce alle interpretazioni ed applicazioni tradizionali delle leggi della Torah come statuite dal Talmud secondo il Sinedrio ("Torah orale") e successivamente sviluppate e seguite dalle autorità note come Gaonim, Rishonim e Acharonim, (cfr. Ere rabbiniche). Gli ebrei ortodossi sono chiamati anche "ebrei osservanti"; l'ortodossia è nota inoltre come "Ebraismo della Torah" o "Ebraismo tradizionale". L'ebraismo ortodosso si riferisce usualmente all'Ebraismo Ortodosso Moderno e all'ebraismo Haredi o chassidico ma di fatto include una vasta gamma di credenze.

## Ere rabbiniche
1. Zugot
2. Tannaim
3. Amoraim
4. Savoraim
5. Gaonim
6. Rishonim
7. Acharonim

## Nel mondo
Le comunità ortodosse sono la maggioranza in Europa e in Israele mentre rappresentano invece una minoranza della realtà ebraica statunitense. Tra gli Ebrei che usualmente frequentano le sinagoghe circa il 13% degli ebrei americani e 25% di quelli israeliani sono ortodossi. Dei membri di sinagoghe americane il 27% frequenta sinagoghe ortodosse.

## In Italia
In Italia l'Unione delle comunità ebraiche raccoglie per lo più comunità ebraiche ortodosse.
L'ebraismo ortodosso non è un singolo movimento o scuola di pensiero. Non esiste un unico corpo rabbinico al quale debbano appartenere tutti i rabbini né un'unica organizzazione che rappresenti tutte le congregazioni. Negli Stati Uniti, che ha una delle più numerose comunità ebraiche del mondo, ci sono varie organizzazioni congregazionali ortodosse come l'Agudath Israel of America, l'Orthodox Union e la National Council of Young Israel, nessuna delle quali può dirsi di rappresentare la maggioranza delle congregazioni ortodosse. Nel Regno Unito la situazione è meno complessa infatti qui gli ebrei ortodossi hanno un Rabbino Capo che però esclude l'autorità sugli ebrei della Federation of Synagogues o quelli della Union of Orthodox Hebrew Congregations o altri movimenti specifici, come i Masorti, l'Ebraismo riformato e l'Ebraismo liberale.
Le forme precise dell'ebraismo durante i tempi di Mosè o durante le ere della Mishnah e Talmud non si possono oggi conoscere ma gli ebrei ortodossi credono che l'ebraismo ortodosso contemporaneo mantenga la stessa filosofia basilare e struttura legale che esisteva allora e in tutto il corso della storia ebraica mentre le altre denominazioni se ne distaccano. L'ebraismo ortodosso che esiste oggigiorno è reputato dai suoi appartenenti di essersi sviluppato dal tempo di Mosè fino alla Mishnah e al Talmud per poi continuare attraverso la "Legge orale" e la letteratura rabbinica, fino al tempo presente.
Quale risposta all'Età dell'Illuminismo all'emancipazione ebraica e all'Haskalah, diversi elementi dell'ebraismo tedesco cercarono di riformarne le pratiche e credenze all'inizio del XIX secolo. Si tentò di modernizzare l'istruzione in base agli studi contemporanei, si negò l'ispirazione divina assoluta della Torah dichiarando che solo quelle leggi bibliche che riguardavano l'etica erano vincolanti, si dichiarò infine che non si doveva considerare il resto dell'Halakhah (Legge ebraica) come normativa per gli ebrei in generale.

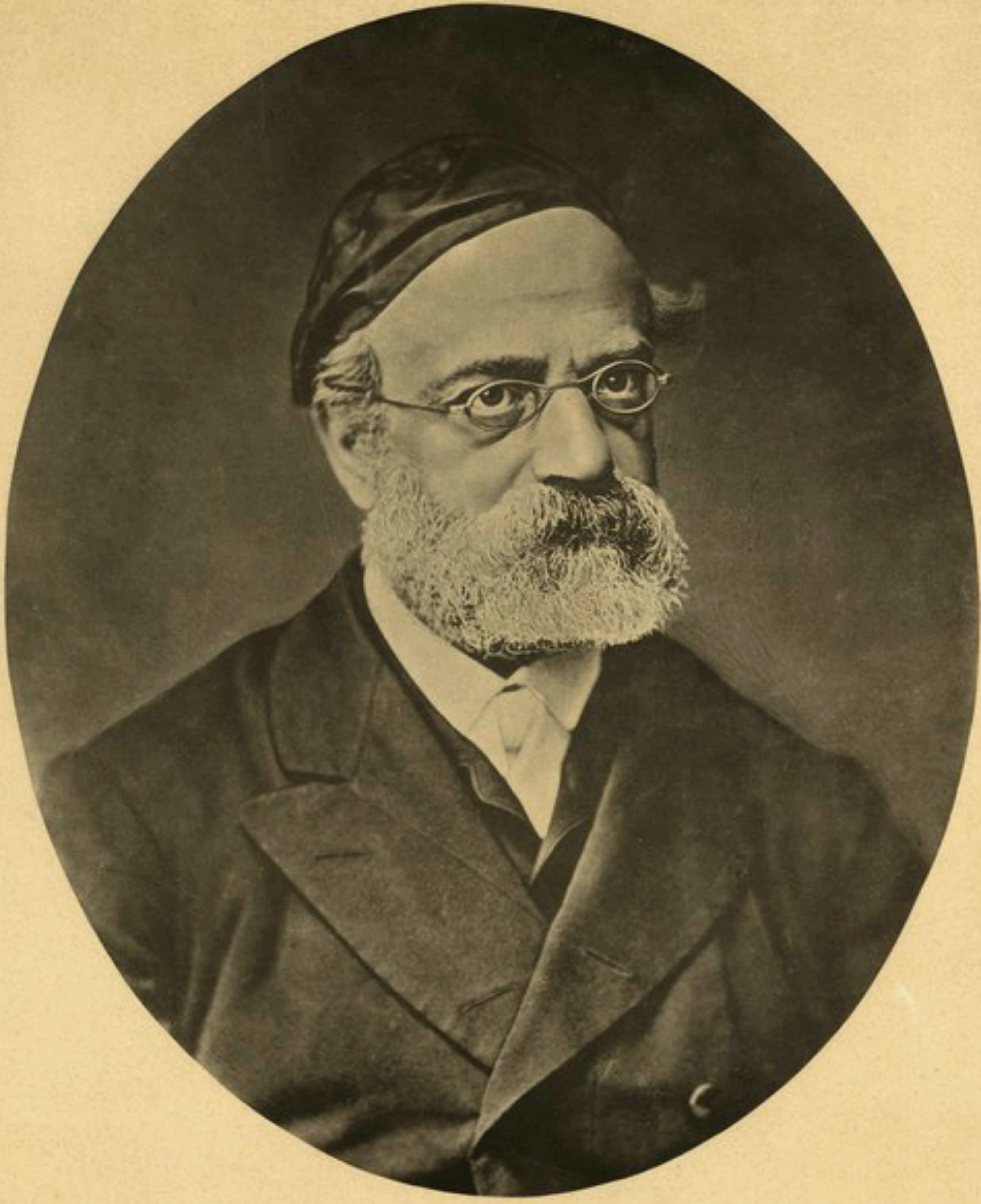
Rabbi S.R. Hirsch

Come reazione all'emergere dell'Ebraismo riformato, si affermò un gruppo di ebrei tradizionalisti che sostenevano i valori dell'Haskalah ma che volevano difendere l'interpretazione tradizionale conservatrice della Legge ebraica. Tale gruppo era guidato dal rabbino Samson Raphael Hirsch, il quale nel 1854 sosteneva che
Hirsch asseriva che l'ebraismo richiede un'applicazione del pensiero della Torah su tutto il campo dell'esperienza umana, incluse le discipline secolari. Il suo approccio venne chiamato Torah im Derech Eretz (in ebraico תורה עם דרך ארץ‎? – Torah con "la via della Terra"), o "neo-ortodossia." Mentre insisteva su una stretta aderenza alle credenze e pratiche ebraiche, riteneva che gli ebrei dovessero impegnarsi e influenzare il mondo moderno e incoraggiava quegli studi secolari che fossero stati compatibili con il pensiero biblico. Questo modello di coinvolgimento religioso e secolare è stato evidenziato molte volte nella storia ebraica. Si pensa infatti che fosse una caratteristica degli ebrei di Babilonia durante le ere amoraiche e gaoniche, come anche durante l'età d'oro della cultura ebraica nella Spagna medievale, comprovata dal loro coinvolgimento con le società musulmana e cristiana. Sembrava quindi una replica all'innovazione culturale e scientifica.
Alcuni studiosi affermano che l'ebraismo ortodosso moderno scaturì dalle realtà religiose e sociali dell'ebraismo europeo occidentale. Mentre la maggioranza degli ebrei considerano oggi l'ebraismo ortodosso moderno come tradizionale, alcuni gruppi nell'ambito della comunità ortodossa più stretta pensano che invece non sia così. I neo-ortodossi asseriscono che le opinioni di Hirsch non vengano seguite accuratamente dall'ortodossia moderna.

## Differenze interne ma principi in comune
La fede centrale dell'ebraismo ortodosso è che la Torah, composta da Legge Orale e Tanakh, sia data sui Nomi di Dio nella Bibbia direttamente a Mosè ed è valida sempre ed ovunque. L'ebraismo Haredi afferma che non può assolutamente esser più cambiata, in nessun modo. In base a questo tutti gli ebrei devono vivere secondo i Comandamenti e la Legge ebraica.
Poiché non esiste un'unica "istituzione" ortodossa, non esiste uno specifico ordine canonico di principi di fede. Piuttosto ciascun gruppo ortodosso ritiene di essere un erede non-esclusivo della tradizione ricevuta dalla teologia ebraica mentre contemporaneamente accetta alla lettera i 13 principi della fede di Maimonide.
Data questa flessibilità filosofica sono possibili punti di vista varianti, particolarmente in aree non specificamente marcate dalla Halakhah. Ne risulta una gamma relativamente vasta di hashqafoth (sing. hashkafa in ebraico השקפה‎? – "visione del mondo", Weltanschauung) nell'ambito dell'ortodossia ebraica. Le differenze più grandi tra le varie correnti ortodosse sono anche in base a:
- il grado con cui un ebreo ortodosso si debba integrare o distaccare dalla società secolare
- le diverse interpretazioni dei Tre Scongiuri,[12] se il Sionismo sia o no parte dell'ebraismo e la definizione ebraica del moderno Stato di Israele
- l'approccio spirituale alla Torah, come i ruoli relativi alle correnti di studio talmudico e del misticismo chassidico o etica Mussar
- la validità della conoscenza secolare, compresa la saggistica ebraica critica della letteratura rabbinica e le idee filosofiche moderne
- se l'obbligo talmudico di imparare e praticare una professione o un mestiere sia ancora valido a tutt'oggi
- la centralità delle yeshivot come luoghi di studio personale della Torah
- l'autoritaria validità della guida spirituale in aree fuori del campo di decisioni halakhiche (Da'as Torah)
- l'importanza di osservare usanze non-Halakhiche (Minhag), come abbigliamento, lingua e musica
- il ruolo delle donne nella società (religiosa)
- la natura delle relazioni con i gentili

## Correnti ortodosse
Le succitate differenze vengono applicate da vari gruppi ortodossi che possiedono notevoli diversità sociali e qualche diversità di interpretazione dell'Halakhah. Tali gruppi, in generale, comprendono l'Ebraismo Ortodosso Moderno e l'Ebraismo Haredi, con la maggioranza degli ebrei chassidici appartenenti a quest'ultima categoria.
- L'Ortodossia Moderna include uno spettro di movimenti alquanto vasto, ognuno dei quali propone diverse filosofie distinte, sebbene collegate, che in una data combinazione provvedono la base di tutte le varianti attuali di questa corrente religiosa. Generalmente l'Ortodossia Moderna ritiene che la Legge ebraica sia normativa, vincolante ed allo stesso tempo fornisca un valore positivo per interagire con la società. In generale l'approccio basilare dell'Ortodossia Moderna è "la credenza che uno possa e debba essere un membro completo della società moderna accettando i rischi di rimanere osservante poiché i benefici che ne derivano superano tali rischi".[13] Quindi l'Ortodossia Moderna ritiene che la Legge ebraica (Halakhah) sia normativa e vincolante, ed allo stesso tempo assegna un valore positivo all'interazione con il mondo moderno. In questa prospettiva l'ebraismo ortodosso può essere "arricchito" dalla sua intersecazione con il modernismo; inoltre, “la società moderna crea le opportunità di essere cittadini produttivi impegnati in opere divine di trasformazione del mondo per il beneficii dell'umanità”. Allo stesso tempo, per poter preservare l'integrità della Halakhah, qualsiasi area di "forte inconsistenza o conflitto" tra Torah e cultura moderna deve essere espurgata.[14] L'Ortodossia Moderna assegna inoltre un ruolo centrale al "Popolo di Israele".[15] Due caratteristiche sono qui manifeste: in generale l'Ortodossia Moderna pone un elevato significato sia nazionale che religioso, nello Stato di Israele e quindi le istituzioni e gli individui religiosi sono tipicamente di tendenze sioniste; conseguentemente il coinvolgimento con ebrei non ortodossi va oltre la mera assistenza religiosa e include relazioni e cooperazione istituzionali.

- L'ebraismo Haredi afferma la segregazione da culture non ebraiche, sebbene non interamente dalla società non ebraica. È caratterizzata dalla sua attenzione allo studio della Torah per tutta la comunità. Le differenze tra l'ortodossia Haredi e l'Ortodossia Moderna sono usualmente poste sull'interpretazione della natura dei concetti halakhici e nella loro specifica osservanza. Quindi partecipare ad attività commerciali in società è un modo legittimo di guadagnarsi la vita ma ogni individuo deve partecipare alla società il meno possibile. La stessa prospettiva viene usata per ottenere lauree e diplomi necessari per poter esercitare una professione: quando ciò viene tollerato è comunque considerata un'attività necessaria ma inferiore. L'interesse accademico deve invece esser diretto e concentrato sull'educazione religiosa che si ottiene nella yeshivah. Sia ragazzi che ragazze frequentano tale scuola e possono procedere ulteriormente nello studio superiore della Torah a cominciare dai 13 anni in poi. Una grossa parte di studenti, specialmente maschi, restano nella yeshivah fino al matrimonio e molti studiano in un kollel (istituto di studio della Torah per coniugati) per molti anni dopo essersi sposati. La maggior parte degli uomini ortodossi (inclusi molti Ortodossi Moderni), anche quelli che non sono in Kollel, studieranno la Torah quotidianamente.
- L'ebraismo chassidico, o Chassidismo, si sovrappone in maniera significativa con l'ebraismo Haredi per la sua partecipazione nel mondo secolare, commerciale e per quanto riguarda le questioni sociali. Ma differisce per le origini e, quindi, per la sua missione. Il movimento chassidico ebbe origine nell'Europa orientale (in quei territori che oggi sono la Bielorussia e l'Ucraina) del XVIII secolo. Fondato da Israel ben Eliezer, noto come il Baal Shem Tov (1698–1760), ebbe inizio in un'età di persecuzioni del popolo ebraico, quando era anche in atto uno scisma tra gli ebrei europei eruditi e quelli comuni. Oltre a colmare questa separazione gli insegnamenti chassidici cercavano di introdurre nuovamente la gioia dell'osservare i comandamenti e del pregare, tramite la divulgazione del misticismo ebraico (tale gioia era stata soppressa dell'intenso studio intellettuale del Talmud) Il Ba'al Shem Tov voleva combinare lo studio rigoroso con una più passionale osservanza delle mitzvot.

### Pratica
Quando la maggioranza degli ebrei ortodossi deve esser guidata nell'osservanza della Legge ebraica si appella allo Shulchan Aruch ("Codice della Legge Ebraica" composto nel XVI secolo da Rabbi Joseph ben Ephraim Karo) insieme ai rispettivi commentari. Conseguentemente esiste a livello generico un alto grado di uniformità tra gli ortodossi. Però nei dettagli ci sono variazioni: le decisioni possono esser basate sui codici standardizzati della Legge ebraica che si sono sviluppati nei secoli ma anche su svariate responsa. Tali codici e responsa possono differire tra loro in merito ai particolari, in genere però le differenze sono il risultato della diaspora ebraica e il successivo sviluppo di differenze tra le regioni che hanno prodotto differenze nella pratica religiosa. (vedi minhag).

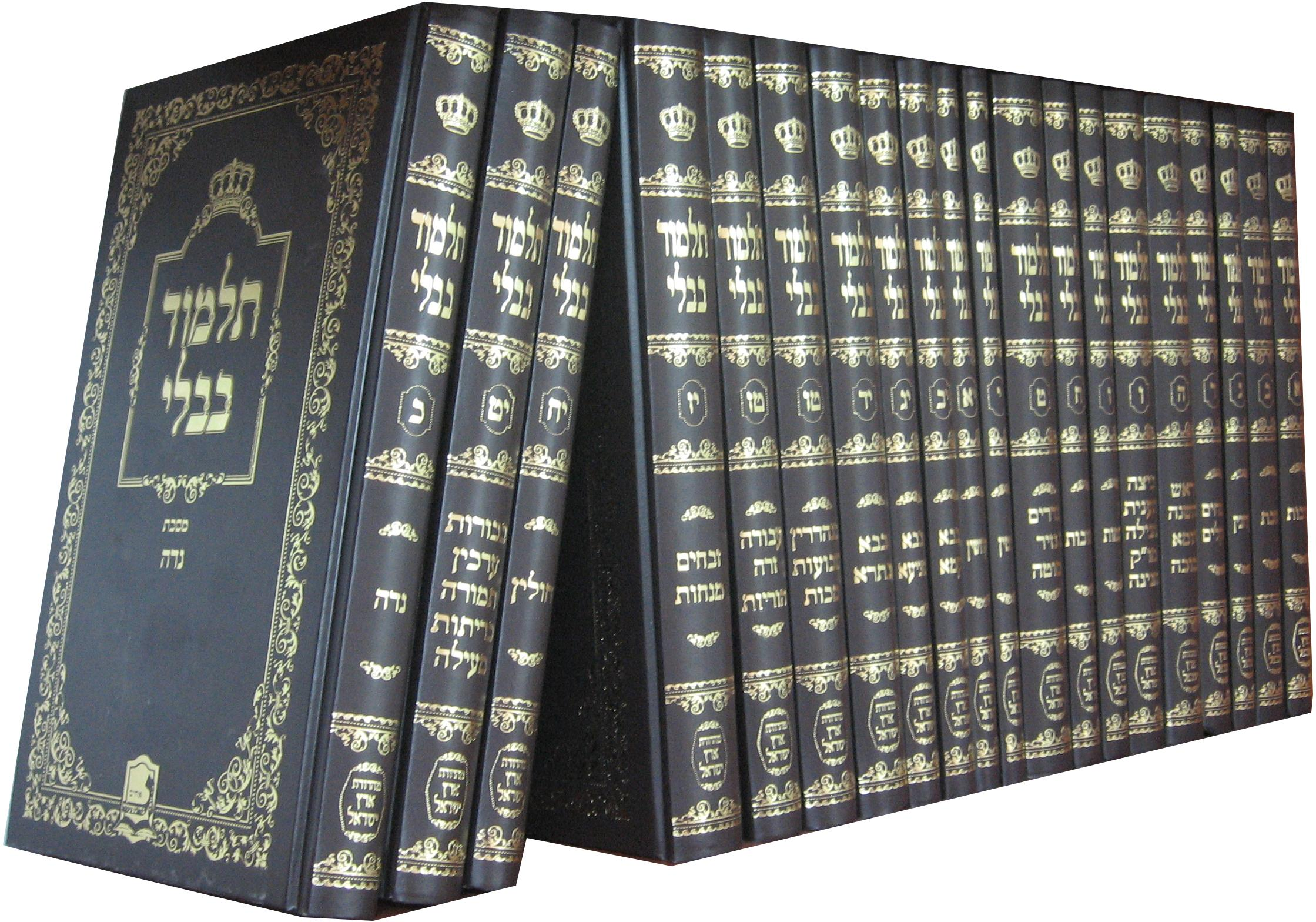
Il Talmud babilonese

- Gli ebrei ortodossi Mizrahì e Sefarditi basano la loro osservanza sullo Shulchan Aruch. Le recenti opere della Halakhah - Kaf HaChaim, Ben Ish Chai e Yalkut Yosef - sono considerate autorevoli in molte comunità Sefardite. Di conseguenza ebrei Mizrahi e Sefarditi possono scegliere di seguire l'opinione della Ben Ish Chai quando entra in conflitto con la Shulchan Aruch. Alcune di queste pratiche derivano dalla scuola cabalista di Isaac Luria.
- Ortodossi Ashkenazi hanno tradizionalmente impostato le loro pratiche sulla Rema, la glossa sullo Shulchan Aruch, scritta da Rabbi Moses Isserles, che riflette le differenze tra usanze Ashkenazite e Sefardite. Dal periodo post-bellico la Mishnah Berurah è diventata autorevole. Gli ebrei Ashkenaziti possono scegliere di seguire la Mishnah Brurah invece di un dato particolare della Legge ebraica presentato dallo Shulchan Aruch.
- I chassidim del movimento Chabad Lubavitch e molti altri gruppi chassidici generalmente seguono le regole di Shneur Zalman di Liadi nel suo Shulchan Aruch HaRav.
- Gli ebrei yemeniti Baladi e Dor Daim incentrano la maggioranza delle loro pratiche religiose sulla Mishneh Torah, il compendio dell'Halakhah scritto da Maimonide molti secoli prima dello Shulchan Aruch. Anche un altro movimento yemenita ebraico, i Talmidei haRambam, osservano la Legge ebraica come codificata nel Mishneh Torah.
- Gruppi minori di ebrei, come gli ebrei Romanioti, tradizionalmente seguono le regole del Talmud ierosolimitano contro quello Talmud babilonese.
- Gli ebrei spagnoli e portoghesi considerano lo Shulchan Aruch come autorevole ma differiscono dagli altri Sefarditi poiché non danno molta importanza ad autorità più recenti, in particolare le usanze basate sulla Cabala ebraica. Alcune usanze sono basate su Maimonide o sulla codifica Arba'ah Turim.

L'ebraismo ortodosso esalta le regole dello Kashrut, Shabbat, purezza familiare e Tefilah (preghiera).
Esteriormente gli ebrei ortodossi possono spesso esser identificati per il loro abbigliamento e tipo di vita familiare. Le donne ortodosse tradizionalmente vestono con modestia, coprendo la maggior parte del corpo. Inoltre molte donne coniugate si coprono la testa, spesso con un velo (foulard), una fascia o, a volte, una parrucca. Gli uomini ortodossi usualmente indossano uno zucchetto, noto come kippah, e spesso anche della frange chiamate "tzitzit".
I Haredi Ashkenaziti portano la barba, indossano vestiti e cappelli neri.

## Credenze
L'ebraismo ortodosso si compone di gruppi differenti con credenze, pratiche e teologie che si intrecciano tra loro, sebbene tutti i movimenti ortodossi condividano gli stessi principi delle credenze centrali.
Collettivamente l'Ortodossia si considera l'unica vera erede della tradizione ebraica. I movimenti ebraico-ortodossi usualmente reputano tutti i movimenti non-ortodossi deviazioni inaccettabili dell'ebraismo autentico; sia a causa dei dubbi di questi ultimi in merito alla Rivelazione verbale della Torah Scritta e Orale, sia per il loro rifiuto di accettare i precedenti halakhici come vincolanti. Perciò la maggioranza dei gruppi ortodossi giudica tutte le forme non-ortodosse come eretiche.
L'ebraismo ortodosso afferma il monoteismo, la fede in un solo Dio. Tra le spiegazioni approfondite di tale fede si annovera il razionalismo maimonideo, il misticismo cabalista e la filosofia chassidica (Chassidut). Alcuni asseriscono anche l'onniscienza auto-limitata (teologia elucidata da Gersonide nel suo "Le Guerre del Signore").
L'ebraismo ortodosso crede nell'identità storica degli ebrei. L'ebreo è colui che è nato da madre ebrea o che si converte all'Ebraismo secondo la Legge e le tradizioni ebraiche. L'ortodossia rifiuta quindi la discendenza patrilinea quale mezzo per stabilire l'identità nazionale ebraica. Nello stesso modo l'ortodossia condanna fortemente il matrimonio misto: l'esogamia è vista come un rigetto deliberato dell'ebraismo e la persona esogama viene effettivamente tagliata fuori dalla maggioranza delle comunità ebraiche. Alcune organizzazioni ebraiche però forniscono assistenza alle coppie miste.
L'ebraismo ortodosso ritiene che le parole della Torah, comprese sia quelle della Legge Scritta (Pentateuco) sia quelle parti della Legge Orale che sono halacha leMoshe m'Sinai, sono state dettate da Dio a Mosè e rimangono inalterate fino ad oggi. Le leggi contenute nella Torah Scritta furono ricevute insieme a dettagliate spiegazioni su come applicarle e interpretarle con la Legge Orale. Sebbene gli ebrei ortodossi credano che molti elementi della legge religiosa attuale furono decretati o aggiunti dai rabbini come "recinti" intorno alla legge, tutti gli ebrei ortodossi credono ci sia uno strato basilare di Legge Sinaitica e che questo strato centrale delle leggi religiose che conoscono oggi gli ebrei sia quindi direttamente derivato dal Sinai e riflette fedelmente il Volere Divino. A causa di ciò gli ebrei ortodossi asseriscono che si debba stare estremamente attenti nel cambiare o adattare la Legge ebraica. L'ebraismo ortodosso ritiene che, data l'origine divina della Legge ebraica, non si debba compromettere alcun principio di base a causa di mutevoli condizioni politiche, sociali o economiche; in tale senso la "creatività" e lo sviluppo della Legge ebraica sono fondamentalmente limitati.
Ci sono comunque notevoli discordie interne nell'ebraismo ortodosso, particolarmente tra Ebraismo Haredi e Ebraismo Ortodosso Moderno, circa l'estensione e le circostanze in cui la corretta applicazione della Halakhah dovrebbero essere riesaminate quale risultato di circostanze mutevoli. Come regola generica gli ebrei Haredi credono che, quando possibile, la legge debba esser mantenuta come interpretata dalle loro autorità della Halakhah, nella convinzione che non sia stata mai cambiata. Le autorità dell'Ortodossia Moderna sono più predisposte ad assumere che, dopo un esame scrupoloso, identici principi possano condurre ad applicazioni diverse nel contesto della vita moderna. Per l'ebreo ortodosso l'Halakhah è una guida, la Legge di Dio che governa la struttura della vita quotidiana dal momento in cui ci si sveglia al momento in cui si va a letto. Include codici di comportamento per una vasta gamma di circostanze (anche ipotetiche). Esiste comunque una quantità di meta-principi che regolano il processo halakhico e, dato un caso nel quale ci sia contrasto tra una specifica halakhah e un meta-principio, il meta-principio spesso predomina. Come esempi di meta-principi halakhici si possono citare: il Deracheha Darchei Noam - le vie della Tora sono piacevoli; il Kavod Habriyot - rispetto fondamentale degli esseri umani; il Pikuach Nefesh - la santità della vita umana.
L'ebraismo ortodosso afferma che la Legge Scritta fu trasmessa sul Monte Sinai insieme alla Legge Orale. Le parole della Torah (Pentateuco) sono state dette a Mosè da Dio; le leggi contenute nella Torah scritta, le 613 Mitzvot, sono state date insieme a dettagliate spiegazioni nella tradizione orale su come osservarle e interpretarle. Inoltre la Legge Orale comprende quei principi destinati a creare nuove regole. Si ritiene che la Legge Orale sia stata trasmessa con un elevato grado di esattezza. I teologi ebraici, che scelgono di sottolineare la natura evolutiva della Halakhah, spesso citano una famosa storia del Talmud, dove Mosè viene magicamente trasportato nella casa di studio di Rabbi Akiva ed è chiaramente incapace di capire la discussione che si sta svolgendo.
Secondo l'ebraismo ortodosso la legge ebraica si basa attualmente sui comandamenti della Torah come interpretati dalle discussioni e dibattiti contenuti nella letteratura rabbinica classica, specialmente nella Mishnah e nel Talmud. L'ortodossia quindi afferma che l'Halakhah rappresenti il "Volere di Dio", sia direttamente o quanto più direttamente possibile. Le leggi scaturiscono dalla parola di Dio nella Torah, ottenute usando una serie di regole anch'esse rivelate da Dio a Mosè sul Monte Sinai e ne sono derivate in assoluta esattezza e attenzione, pertanto anche la Legge Orale viene considerata la parola di Dio. Se alcuni particolari della Legge ebraica si fossero perduti nei millenni successivi, essi sono stati certamente ricostruiti secondo consistenti regole interne.
Secondo questa prospettiva i rabbini mishnahici e talmudici sono più vicini alla Rivelazione Divina; come corollario si deve essere estremamente conservatori nel cambiare o adattare la Legge. Inoltre l'ebraismo ortodosso asserisce che, data l'origine divina della Legge, qualsiasi cambiamento dovuto a situazioni politiche, sociali o altro, debba essere evitato. L'ebreo ortodosso studia il Talmud per il piacere, la gioia e la santità che ne derivano: tale attività viene considerata la più grande mitzvah di tutte.